# Coleridge Way

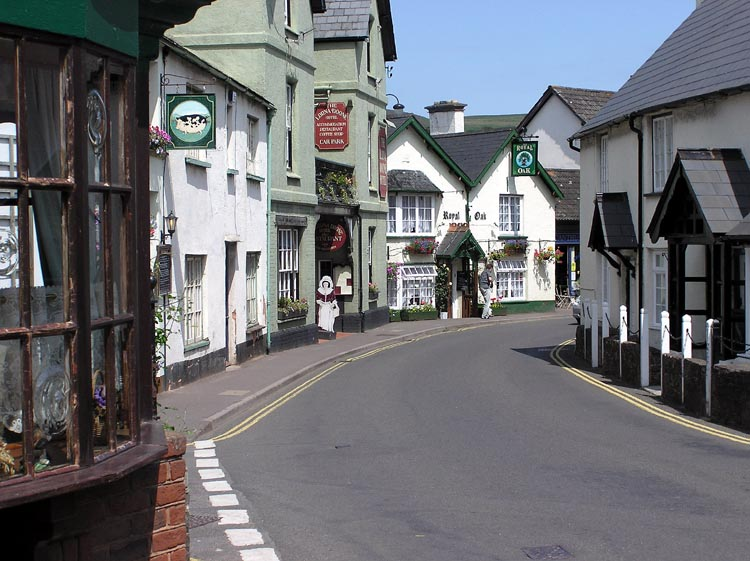
Porlock, koniec szlaku

Coleridge Way – szlak turystyczny w Wielkiej Brytanii, w Anglii prowadzący z Nether Stowey przez wzgórza Quantock Hills i Brendon Hills do Porlock.
Szlak powstał w r. 2005 dla uczczenia poety Samuela Taylora Coleridge'a. Rozpoczyna się przy domu, w którym poeta przebywał w r. 1797 (obecnie własność National Trust) a następnie prowadzi przez Quantock Hills, obszar chronionego krajobrazu o statusie Area of Outstanding Natural Beauty. W Porlock łączy się z South West Coast Path.